# Pterolophia postsubflava
Pterolophia postsubflava är en skalbaggsart som beskrevs av Stefan von Breuning 1968. Pterolophia postsubflava ingår i släktet Pterolophia och familjen långhorningar.
Artens utbredningsområde är Laos. Inga underarter finns listade i Catalogue of Life.